# Pedostrangalia verticenigra
Pedostrangalia verticenigra är en skalbaggsart som först beskrevs av Maurice Pic 1892.  Pedostrangalia verticenigra ingår i släktet Pedostrangalia och familjen långhorningar. Inga underarter finns listade i Catalogue of Life.